# Cause and Effect (Keane)
Cause and Effect is het vijfde studioalbum van de Britse band Keane. Het album verscheen op 20 september 2019. De opnamen begonnen in november 2018 en eindigden in de lente van 2019. Het album wordt voorafgegaan door de singles The Way I Feel en Love Too Much. Het is het eerste album van de Britse band sinds zijn sabbatical die duurde van begin 2014 tot eind 2018.

## Tracklist
| Nr. | Titel                                      | Opmerking                  | Duur |
| --- | ------------------------------------------ | -------------------------- | ---- |
| 1.  | You're Not Home                            |                            | 5:31 |
| 2.  | Love Too Much                              |                            | 3:09 |
| 3.  | The Way I Feel                             |                            | 3:59 |
| 4.  | Put the Radio On                           |                            | 4:11 |
| 5.  | Strange Room                               |                            | 4:23 |
| 6.  | Stupid Things                              |                            | 3:48 |
| 7.  | Phases                                     |                            | 3:36 |
| 8.  | I'm Not Leaving                            |                            | 4:13 |
| 9.  | Thread                                     |                            | 4:51 |
| 10. | Chase the Night Away                       |                            | 4:03 |
| 11. | I Need Your Love                           |                            | 4:11 |
| 12. | New Golden Age                             | Bonustrack op Deluxe album | 3:44 |
| 13. | Difficult Year                             | Bonustrack op Deluxe album | 3:28 |
| 14. | The Way I Feel (Sea Fog acoustic session)  | Bonustrack op Deluxe album | 3:35 |
| 15. | Stupid Things (Sea Fog acoustic session)   | Bonustrack op Deluxe album | 4:02 |
| 16. | I'm Not Leaving (Sea Fog acoustic session) | Bonustrack op Deluxe album | 4:09 |

## Hitnoteringen

### NederlandseAlbum Top 100
| Hitnotering (week 1 t/m 3): 28-09-2019 t/m 12-10-2019 | Hitnotering (week 1 t/m 3): 28-09-2019 t/m 12-10-2019 | Hitnotering (week 1 t/m 3): 28-09-2019 t/m 12-10-2019 | Hitnotering (week 1 t/m 3): 28-09-2019 t/m 12-10-2019 | Hitnotering (week 1 t/m 3): 28-09-2019 t/m 12-10-2019 |
| Week:                                                 | 1                                                     | 2                                                     | 3                                                     | 4                                                     |
| ----------------------------------------------------- | ----------------------------------------------------- | ----------------------------------------------------- | ----------------------------------------------------- | ----------------------------------------------------- |
| Positie:                                              | 11                                                    | 42                                                    | 90                                                    | uit                                                   |

### VlaamseUltratop 200Albums
| Hitnotering: 28-09-2019 t/m 12-10-2019 | Hitnotering: 28-09-2019 t/m 12-10-2019 | Hitnotering: 28-09-2019 t/m 12-10-2019 | Hitnotering: 28-09-2019 t/m 12-10-2019 | Hitnotering: 28-09-2019 t/m 12-10-2019 |
| Week:                                  | 1                                      | 2                                      | 3                                      | 4                                      |
| -------------------------------------- | -------------------------------------- | -------------------------------------- | -------------------------------------- | -------------------------------------- |
| Positie:                               | 15                                     | 36                                     | 64                                     | uit                                    |